# くっきーの「図工の時間」
くっきーの「図工の時間」（くっきーのずこうのじかん）は、2018年12月18日にフジテレビで放送された工作バラエティでローカル番組。くっきー初の冠番組でもある。関東以外地域は順次放送。コンセプトはゲストのいらない私物でくっきーが「アート」を作る。

## 概説
野性爆弾のくっきーが、ゲストの要らない私物でアート作品を完成させたり、独特の世界観とネタを展開させたりとくっきーワールドを炸裂させる。

## キャスト・スタッフ

### メイン
- くっきー　MC兼図工の先生
- 久慈暁子　図工のお姉さん
- ナレーション：和多田美咲[2]

### ゲスト
- 青山テルマ
- ゆでたまご (嶋田隆司)先生

## スタッフ
- 制作統括：中嶋優一
- 企画・演出：玉野鼓太郎
- ナレーション：和多田美咲
- 構成：小林仁、森下和哉
- CAM：遠藤俊洋、伊郷憲二、有田寛
- AUD：小清水健治
- 照明：安藤雄郎
- 編集：一瀬将吾
- MA：吉田肇
- 音響効果：高島慎太郎
- TK：槙加奈子
- イラスト：国沢一誠
- 美術制作：三竹寛典
- デザイン：邨山直也
- アートコーディネーター：矢野雄一郎
- 大道具装置：斎藤隆史
- 大道具操作：内堀圭一
- アクリル装飾：國母淳一
- 衣裳：岡田なつみ
- 持道具：佐藤ななこ
- メイク：山田かつら
- 技術協力：ニユーテレス、fmt、IMAGICA
- 協力：eet up、ggg、集英社
- イラスト協力：ゆでたまご／集英社
- 撮影：榊智朗
- デスク：梅都恵
- 編成：狩野雄太
- 広報：平井隆
- ディレクター：池田哲也
- プロデューサー：碓氷容子
- チーフプロデューサー：大江菊臣
- 制作協力：全力カンパニー
- 制作：フジテレビ編成局制作センター第二制作室
- 制作・著作：フジテレビ